# تلتيل غيمز
تلتيل جيمز (بالإنجليزية: Telltale Games)‏ هي شركة أمريكية متخصصة في ألعاب الفيديو ، تأسست عام 2004 ويقع مقرها في سان رافاييل، كاليفورنيا. تم تأسيسها عن طريق مجموعة من الموظفين السابقين في شركة لوكاس آرت تقوم الشركة بـ تطوير ونشر ألعاب الفيديو. من أشهر ألعابها الموتى السائرون. تشتهر الشركة بصنع ألعاب المغامرات الرسومية.أعلنت الشركة مؤخرا إقفال أبوابها كما ألغت باقي حلقات الموسم الرابع من the walking dead season 4 و ألغت the wolf among us 2 لانسحاب أكثر مستثمر محتمل من الشركة.

## بعض ألعابها
- ذا واكينغ ديد
- بزل إيجنت 2
- جوراسيك بارك: ذا جيم
- ذا وولف امونق أس
- صراع العروش
- ماين كرافت: ستوري مود

## روابط خارجية
- تلتيل غيمز على موقع ميوزك برينز (الإنجليزية)